# Albireo -アルビレオ-
「Albireo -アルビレオ-」は、2004年2月25日にリリースされたT.M.Revolutionの18枚目のシングル。発売元はエピックレコード。

## 概要
- 7thアルバム『SEVENTH HEAVEN』の先行シングル。
- アンティノスレコードからエピックレコードへの移籍後初のシングルでもある。
- タイトル曲は日本テレビ系『AX MUSIC-TV』AX POWER PLAY #049に起用され、累計売上は5.7万枚（オリコン調べ）を記録した[1]。
- ジャケット写真は上半身に約1万個のスワロフスキーを貼り付けるというもの。
- ミュージック・ビデオは2種類存在しており、前年末に行われたファンクラブ限定ライブと男子限定ライブの映像を編集したものと、もう片方は7thアルバム『SEVENTH HEAVEN』の購入者特典（抽選プレゼント・非売品）用につくられたもので、先述のジャケット写真の衣装を着たものである。

## 収録曲
全曲作詞：井上秋緒　作曲・編曲：浅倉大介
1. Albireo -アルビレオ-
  - 出版社：日本テレビ音楽
2. Goin' -タカノリのGO-
  - 出版社：ソニー・ミュージックアーティスツ

## 収録アルバム
- SEVENTH HEAVEN（#1）
- 1000000000000（#1）
- UNDER:COVER 2（#1,セルフカバー）